# Alliance démocratique Laval

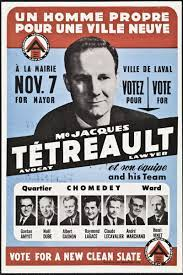
Élection 7 novembre

L'Alliance Démocratique Laval était un parti politique œuvrant sur la scène municipale de la Ville de Laval au Québec. Il fut fondé par Jacques Tétreault en vue de la première élection de la ville de Laval unifiée du 7 novembre 1965. Le parti remporta l'élection et Me Jacques Tétreault devint le premier maire élu de Laval.
Le parti fut remis au pouvoir en 1969 avant d'être battu en 1973 par le Dr Lucien Paiement. Ce dernier ayant fait partie du parti avant de former son propre parti politique.
Plusieurs personnalités connues ont fait carrière sous le parti dont Lucien Paiement (futur maire de Laval), Gilbert Lalonde (conseiller municipal Fabreville) et Marcel Bourdages (personnalité politique municipale et provinciale).